# Кревакворе
Кревакворе (итал. Crevacuore) је насеље у Италији у округу Бијела, региону Пијемонт.
Према процени из 2011. у насељу је живело 1467 становника. Насеље се налази на надморској висини од 387 м.

## Становништво
| 1936. | 1951. | 1961. | 1971. | 1981. | 1991. | 2001. | 2011. |
| ----- | ----- | ----- | ----- | ----- | ----- | ----- | ----- |
| 1.940 | 2.196 | 2.317 | 2.455 | 2.219 | 1.935 | 1.876 | 1.610 |